# Rhododendron mackenzianum
Rhododendron mackenzianum là một loài thực vật có hoa trong họ Thạch nam. Loài này được Forrest miêu tả khoa học đầu tiên năm 1920.